# 328
Правління Костянтина Великого у Римській імперії. У Китаї правління династії Цзінь. В Індії починається період імперії Гуптів. В Японії триває період Ямато. У Персії править династія Сассанідів.
На території лісостепової України Черняхівська культура. У Північному Причорномор'ї готи й сармати.

## Події
- Афанасій Великий стає патріархом Александійським.
- Колона Костянтина

## Народились
- Валент, майбутній римський імператор.